# Interestatal 90 (Illinois)
La Interestatal 90 (abreviada I-90) es una autopista interestatal ubicada en el estado de Illinois. La autopista inicia en el oeste desde la I 39  , I 90  en la frontera con Wisconsin hacia el este en la I 90  en la frontera con Indiana. La autopista tiene una longitud de 199,4 km (123.89 mi).

## Mantenimiento
Al igual que las carreteras estatales, las carreteras federales, la Interestatal 90 es administrada y mantenida por el Departamento de Transporte de Illinois por sus siglas en inglés IDOT.

## Cruces
La Interestatal 90 es atravesada principalmente por la  I 290  I 190  I 94  I 55 en Chicago.